# 小行星1318
小行星1318（1318 Nerina）是一颗围绕太阳公转的小行星。1934年3月24日，西里爾·傑克遜在约翰内斯堡发现了此天体。
該小行星以納麗花命名。
这颗小行星的绝对星等为196.12091等。